# ГЕС Охау C
ГЕС Охау C — гідроелектростанція на Південному острові Нової Зеландії. Знаходячись між ГЕС Охау B та ГЕС Benmore, входить до складу каскаду у сточищі річки Waitaki, яка дренує східний схил Південних Альп та тече до впадіння у Тихий океан на східному узбережжі острова за шість десятків кілометрів на південь від Тімару.
Відпрацьований на станції Охау B ресурс потрапляє до дериваційного каналу завдовжки 7,2 км, прокладеного по висотах правобережжя річки Охау (правий витік Waitaki). Канал обладнаний бічною греблею, через яку можливо здійснювати скидання води до річки на випадок зупинки станції С, що дасть змогу й далі працювати розташованій вище ГЕС Охау B.
Основне обладнання станції становлять чотири турбіни типу Френсіс потужністю по 55 МВт, які при напорі у 48 метрів забезпечують виробництво 970 млн кВт-год електроенергії на рік.
Відпрацьована вода через відвідний канал довжиною 1,4 км потрапляє до водосховища Benmore, створеного у місці злиття Охау та Текапо (лівий витік Waitaki).